# Complejo deportivo de Tenerife Santa Cruz-Ofra
El Complejo Deportivo de Tenerife Santa Cruz Ofra es una instalación deportiva del Cabildo de Tenerife que gestiona la empresa pública Ideco. Este recinto ha tenido 4,5 millones de usos deportivos y en él se han celebrado más de 300 eventos relacionados con la práctica deportiva no profesional. Además, más de 7500 personas han asistido a algunos de los cursos, como tenis, pádel, natación o danza oriental, organizados por el centro durante sus casi 16 años de historia.

## Instalaciones
El Complejo Deportivo de Tenerife es una instalación moderna y multifuncional que ofrece una variedad de servicios y espacios deportivos. Diseñado para satisfacer las necesidades de los aficionados al deporte y los atletas profesionales, el complejo cuenta con las siguientes instalaciones destacadas:
- Cuatro pistas de tenis: Equipadas con superficies de alta calidad y tecnología de iluminación avanzada, estas pistas son ideales para la práctica y competición de tenis en cualquier momento del día.
- Siete pistas de pádel: Las pistas de pádel del complejo están diseñadas con materiales de última generación, garantizando una experiencia de juego óptima tanto para principiantes como para jugadores experimentados.
- Piscina: Una piscina de dimensiones reglamentarias, adecuada para entrenamiento, natación recreativa y actividades acuáticas diversas. Está equipada con sistemas de filtración y climatización que aseguran condiciones óptimas durante todo el año.
- Sala de musculación, cardio y box indoor: Este espacio está dotado con equipos de vanguardia para entrenamiento de fuerza, cardiovascular y boxeo indoor. La sala está diseñada para ofrecer un ambiente motivador y seguro para todos los usuarios, con personal capacitado disponible para asistencia y orientación.

## Actividades
En el Complejo Deportivo de Tenerife contamos con un amplio programa de actividades que se adaptan a todas las necesidades. Además, algunas de ellas están vinculadas a Les Mills, un referente en la actividad física y el aerobic a nivel internacional.
- Body Balance
- Total Training
- Bike Indoor
- Aquafitness
- Aerobaile
- Yoga
- Core exprés
- GAP
- Bodycombat
- Bodystep
- Bodypump
- Gimnasia para adultos
- Meditación

Cursos
- Tenis
- Pádel
- Natación
- Danza oriental